# Jezioro Kiełpińskie (Pojezierze Drawskie)
Jezioro Kiełpińskie (niem. Cölpin See, Kölpiner See) – jezioro w Polsce położone w województwie zachodniopomorskim, w powiecie drawskim, w gminie Drawsko Pomorskie.
Akwen leży na Pojezierzu Drawskim, między miejscowościami Kiełpin i Przystanek, na południowy zachód od wsi Borne.